# Мокажуба

Мокажуба на карте штата.

Мокажуба (порт. Mocajuba) — муниципалитет в Бразилии, входит в штат Пара. Составная часть мезорегиона Северо-восток штата Пара. Входит в экономико-статистический микрорегион Камета. Население составляет 26 731 человек на 2010 год. Занимает площадь 870,809 км². Плотность населения — 30,7 чел./км².

## Демография
Согласно сведениям, собранным в ходе переписи 2010 г. Национальным институтом географии и статистики (IBGE), население муниципалитета составляет:
| Полное население                               | Полное население                               | Полное население                               | Полное население                               | 26 731 |
| ---------------------------------------------- | ---------------------------------------------- | ---------------------------------------------- | ---------------------------------------------- | ------ |
| в том числе:                                   | Городское население                            | 18 279                                         | Процент городского населения, %                | 68,38  |
|                                                | Сельское население                             | 8452                                           | Процент сельского населения, %                 | 31,62  |
|                                                | Мужское население                              | 13 747                                         | Процент мужского населения, %                  | 51,43  |
|                                                | Женское население                              | 12 984                                         | Процент женского населения, %                  | 48,57  |
| Плотность населения, чел/км²                   | Плотность населения, чел/км²                   | Плотность населения, чел/км²                   | Плотность населения, чел/км²                   | 30,70  |
| Население муниципалитета в % к населению штата | Население муниципалитета в % к населению штата | Население муниципалитета в % к населению штата | Население муниципалитета в % к населению штата | 0,35   |

По данным оценки 2015 года население муниципалитета составляет 29 398 жителей.

## Статистика
- Валовой внутренний продукт на 2003 год составляет 54 298 090,00 реалов (данные: Бразильский институт географии и статистики).
- Валовой внутренний продукт на душу населения на 2003 год составляет 2541,93 реалов (данные: Бразильский институт географии и статистики).
- Индекс развития человеческого потенциала на 2000 год составляет 0,702 (данные: Программа развития ООН).

## Административное деление
Муниципалитет состоит из 2 дистриктов:
| № | Наименование дистрикта | Наименование дистрикта (порт.) | Территория, км² | Население, чел.(2010) | Население, чел.(2010) | Население, чел.(2010) | Плотность, чел./км² | Код дистрикта |
| № | Наименование дистрикта | Наименование дистрикта (порт.) | Территория, км² | всего                 | городское             | сельское              | Плотность, чел./км² | Код дистрикта |
| 1 | Мокажуба               | Mocajuba                       | 617,13          | 23 352                | 18 149                | 5203                  | 37,84               | 150460405     |
| 2 | Сан-Педру-ди-Визеу     | São Pedro de Viseu             | 253,68          | 3379                  | 130                   | 3249                  | 13,32               | 150460415     |

## Важнейшие населенные пункты
| № | Населённый пункт   | Населённый пункт (порт.) | Категория | Население чел. (2010) | На карте                       |
| - | ------------------ | ------------------------ | --------- | --------------------- | ------------------------------ |
| 1 | Мокажуба           | Mocajuba                 | город     | 18 149                | 2°34′43″ ю. ш. 49°30′22″ з. д. |
| 2 | Мангабейра         | Mangabeira               | поселок   | 186                   | 2°36′44″ ю. ш. 49°37′19″ з. д. |
| 3 | Сан-Педру-ди-Визеу | São Pedro de Viseu       | поселок   | 130                   | 2°32′10″ ю. ш. 49°33′19″ з. д. |